# Nossoncourt
Nossoncourt település Franciaországban, Vosges megyében. Lakosainak száma 125 fő (2022. január 1.). Nossoncourt Anglemont, Bazien, Doncières, Ménarmont, Ménil-sur-Belvitte és Sainte-Barbe községekkel határos.

## Népesség
A település népességének változása:
| Lakosok száma | 106  | 110  | 114  | 117  | 120  | 123  | 126  | 128  | 125  |
|               | 2013 | 2015 | 2016 | 2017 | 2018 | 2019 | 2020 | 2021 | 2022 |